# Diocesi di Castra Nova
La diocesi di Castra Nova (in latino: Dioecesis Castranovensis) è una sede soppressa e sede titolare della Chiesa cattolica.

## Storia
Castra Nova, corrispondente alla città di Mohammadia (Perrégaux in epoca coloniale), nella provincia di Mascara in Algeria, è un'antica sede episcopale della provincia romana della Mauritania Cesariense.
Unico vescovo conosciuto di questa diocesi africana è Vitale, il cui nome appare al 74º posto nella lista dei vescovi della Mauritania Cesariense convocati a Cartagine dal re vandalo Unerico nel 484; Vitale, come tutti gli altri vescovi cattolici africani, fu condannato all'esilio.
Dal 1933 Castra Nova è annoverata tra le sedi vescovili titolari della Chiesa cattolica; dal 9 marzo 2023 il vescovo titolare è Claudio Pablo Castricone, vescovo ausiliare di Orán.

## Cronotassi

### Vescovi residenti
- Vitale † (menzionato nel 484)

### Vescovi titolari
- Alberto di Jorio † (5 aprile 1962 - 19 aprile 1962 dimesso)
- Frederick Hall, M.H.M. † (2 dicembre 1963 - 27 luglio 1976 dimesso)
- James Joseph Daly † (28 febbraio 1977 - 14 ottobre 2013 deceduto)
- Jorge Vázquez (3 dicembre 2013 - 3 febbraio 2017 nominato vescovo coadiutore di Morón)
- Vicente de Paula Ferreira, C.SS.R. (8 marzo 2017 - 1º febbraio 2023 nominato vescovo di Livramento de Nossa Senhora)
- Claudio Pablo Castricone, dal 9 marzo 2023